# Стівен Фрай
Сті́вен Джон Фрай (англ. Stephen John Fry, нар. 24 серпня 1957) — британський комедійний актор, письменник, сценарист, телевізійний ведучий, режисер, директор футбольного клубу Норвіч Сіті. Популярність здобув передусім своїми ролями у телевізійних серіалах, таких як «Чорна Гадюка» (1985—1989) та «Дживс і Вустер» (1990—1993), які були одними з багатьох робіт творчого тандему Фрая та Лорі. За межами Великої Британії Фрай найкраще відомий за роллю Оскара Вайлда у фільмі «Вайлд» (1997).
Стівен Фрай знаний як представник еталонного англійського духу та класичної англійської мови. Окрім роботи у кінематографі він веде свої шпальти у газетах і журналах та має у своєму доробку чотири романи й три частини автобіографії.

## Біографія
25 березня 2025 року у Віндзорському замку Король Великої Британії Чарльз III посвятив британського актора, письменника та активіста Стівена Фрая у лицарі-бакалаври.

## Підтримка України
Після початку повномасштабного вторгнення в Україну Стівен Фрай включився до збору донатів на користь України.
2 серпня 2024 Стівен Фрай представив документальний фільм про Україну «Stephen Fry into Ukraine». Фільм було знято у вересні 2023 року під час візиту актора до України на запрошення першої леді Олени Зеленської, щоб провести Саміт перших леді та джентльменів.

## Телебачення та кінематограф
У 1987 році на екрани вийшов перший випуск гумористичного скетч-шоу Фрая та Лорі «Трохи Фрая та Лорі» (A bit of Fry & Laurie), яке проіснувало 8 років. З 2003 року веде гумористичну вікторину «QI» (Quite Interesting). Фрай брав участь і у створенні серйозних телепередач, зокрема присвячених депресії та СНІДу.

### Фільмографія
- 1982 — «Cambridge Footlights Revue», (телепрограма)
- 1983–1984 — «Alfresco»
- 1983 — «Чорна Гадюка», (телесеріал)
- 1987–1995 — «Трохи Фрая та Лорі», (скетч-шоу)
- 1988 — «Рибка на ім'я Ванда»
- 1990–1993 — «Дживс і Вустер», (телесеріал)
- 1992 — «Друзі Пітера»
- 1994 — «Коефіцієнт інтелекту»
- 1996 — «Вітер у вербах»
- 1997 — «Вайлд»
- 1998 — «Громадянський позов»
- 1999 — «Що сталось з Гарольдом Смітом?»
- 2000 — «Темне королівство»
- 2000 — «Блакитна кров»
- 2001 — «Госфорд-парк»
- 2001 — «Відкриття небес»
- 2003–2009 — «Абсолютна влада», (телесеріал)
- 2004 — «Життя та смерть Пітера Селерса»
- 2004 — «Ведмедик на ім'я Вінні»
- 2005 — «Шкільні роки Тома Брауна»
- 2005 — «Автостопом Галактикою»
- 2005 — «Дзеркальна маска»
- 2005–2009 — «Кістки», (телесеріал)
- 2006 — «V означає Вендетта»
- 2006 — «Громобій»
- 2007 — «Кінгдом», (телесеріал)
- 2009 — «Будинок хлопців»
- 2010 — «Аліса в країні чудес»
- 2011 — «Шерлок Холмс: Гра тіней»

| Рік  |   | Українська назва  | Оригінальна назва | Роль           |
| ---- | - | ----------------- | ----------------- | -------------- |
| 2016 | ф | Кохання та дружба | Love & Friendship | містер Джонсон |
| 2018 | ф | Завзяті шахраї    | The Con Is On     | Сідні          |
| 2021 | с | Це гріх           | It's a Sin        | Артур Ґаррісон |
| 2021 | с | Пісочний чоловік  | The Sandman       | Гілберт        |

### Режисер
- 2003— «Цвіт молоді»

### Сценарист
- 1982 — Cambridge Footlights Revue
- 1983 — Alfresco
- 1987 — «Трохи Фрая та Лорі» (A bit of Fry & Laurie), (телешоу)

## Додатково
- Фрай має біполярний афективний розлад.
- Він полюбляє гольф і з юності пише вірші, однак не збирається їх публікувати.
- Не приховує своєї гомосексуальної орієнтації.[8]
- Підтримує GNU та Фонд вільного програмного забезпечення.[9]
- Атеїст, разом з Крістофером Гітченсом брав участь у дебатах, де виступав проти того, що Католицька церква справляє позитивний вплив на суспільство[10]. Також виступав на підтримку атеїстичної кампанії у Великій Британії[11].